# عثمان عريوات
عثمان عريوات (24 سبتمبر 1948، امدوكال الجزائر) ممثل جزائري ولد في مدينة أمدوكال ولاية باتنة وفيها درس مرحلته الابتدائية، في سن العشر سنوات رحل رفقة عائلته إلى مدينة الجزائر.

## بدايته
هو أحد أبرز وجوه الجيل الثاني للسينما الجزائرية، وقد برزت شهرته في بداية التسعينات من القرن الماضي. ازداد شهرة بعد وفاة الفنانين عبد الرحمن وحسن الحسني، حيث سعى إلى الاقتراب من نموذجهم في التمثيل من خلال اختيار الشخصيات الريفية.
أحد أعماله البارزة كان في فيلم "الطاكسي المخفي" (1989) وفيلم "بوعمامة"، الذي أخرجهم بن عمر بختي.

### اعتزال من التمثيل
منذ عرض فيلمه "كرنفال في دشرة"، انقطع عن الساحة الفنية رغم تلقيه عروضاً متعددة من كبار المنتجين. يرفض عريوات العودة إلى الفن قبل الإفراج عن فيلمه "سنوات الإشهار"، الذي استغرق تحضيره عشر سنوات بسبب التهميش الذي تعرض له من القائمين على قطاع الثقافة.

## تكريم
قرر رئيس الجمهورية الجزائرية عبد المجيد تبون تكريم عثمان عريوات بوسام برتبة عشير من درجة الاستحقاق الوطني يوم 19 يوليو 2020.

## أفلام
| السنة | العنوان               | الدور               | تفاصيل                                                    |
| ----- | --------------------- | ------------------- | --------------------------------------------------------- |
| 1963  | النتيجة               |                     |                                                           |
| 1969  | السحار                |                     |                                                           |
| 1977  | بني هندل              |                     |                                                           |
| 1978  | القطوطة               |                     |                                                           |
| 1985  | الشيخ بوعمامة         | بوعمامة             | حاز هذا الفيلم على ميدالية ذهبية بالاتحاد السوفييتي سابقا |
| 1988  | طبيب القرية           |                     |                                                           |
| 1989  | الطاكسي المخفي        |                     |                                                           |
| 1989  | الاختيار              |                     |                                                           |
| 1991  | من هوليود إلى تمنراست |                     |                                                           |
| 1992  | الخبز                 |                     |                                                           |
| 1992  | عائلة كي الناس        |                     |                                                           |
| 1992  | امرأتان               |                     |                                                           |
| 1994  | كرنفال في دشرة        | سي مخلوف البومباردي |                                                           |
| 2002  | العرش                 | تقمص فيه دور جنرال  | لم يتم الإفراج عنه بعد من وزارة الثقافة                   |
| 2003  | الروبلة               | دور ثانوي           |                                                           |

## روابط خارجية
- عثمان عريوات على موقع IMDb (الإنجليزية)
- عثمان عريوات على موقع قاعدة بيانات الفيلم (الإنجليزية)